# Шумејкер-Ливи 9
Шумејкер-Ливи 9 (каталошка ознака D/1993 F2) је име комете која је ударила у Јупитер 1994. године, пруживши прилику за прво директно посматрање удара два објекта Сунчевог система. Догађај је био изузетно медијски пропраћен, и дао је нова сазнања о Јупитеру и његовој атмосфери. Такође је показао улогу Јупитера у рашчишћавању остатака осталих после формирања планета Сунчевог система.
Услед силе теже овог гасовитог џина, комета се распала на 20 делова великих до 2 km. Између 16. и 22. јула 1994. сви су пали на Јупитер брзином од око 60 km/s. Када су ударали у планету изазвали су експлозије више пута јаче од свог нуклеарног арсенала на Земљи. На местима удара настале су огромне црне мрље које су биле видљиве недељама, а неке од њих су имале пречнике као пречник Земље.